# Munjul (Cipayung)
Munjul is een plaats (wijk) - (kelurahan) in het bestuurlijke gebied Cipayung, Jakarta Timur (Oost-Jakarta) in de provincie Jakarta, Indonesië. De plaats telt 23.040 inwoners (volkstelling 2010).